# Abelharuco-filipino
O Abelharuco-filipino ou abelharuco-de-coroa-ruiva (Merops americanus) é uma espécie de ave da família Meropidae. É endémico das Filipinas, onde está amplamente distribuído. Apesar de seu nome científico, não ocorre no Novo Mundo, e o seu nome resulta, provavelmente, de um erro. Era considerado uma subespécie do Abelharuco-de-garganta-azul, sendo ratificado como espécie indepenendente pela União Ornitológica Internacional em 2022.